# 2021-es UEFA-bajnokok ligája-döntő
A 2021-es UEFA-bajnokok ligája-döntő az európai labdarúgó-klubcsapatok legrangosabb tornájának 29., jogelődjeivel együttvéve a 66. döntője volt. A mérkőzést eredetileg az isztambuli Atatürk Olimpiai Stadionban rendezték volna meg, de 2021. május 13-án az UEFA az angol járványügyi előírások miatt a portói Estádio do Dragãóba helyezte át a mérkőzést.
A mérkőzés győztese részt vett a 2021-es UEFA-szuperkupa döntőjében, ahol az ellenfél a 2020–2021-es Európa-liga győztese volt, valamint a 2021-es FIFA-klubvilágbajnokságra is kijutott. A győztes a 2021–2022-es UEFA-bajnokok ligája csoportkörébe is részvételi jogot kapott.
A Chelsea 1–0-ra megnyerte a mérkőzést, története 2. Bajnokok Ligája-győzelmét szerezve.

## Háttér
Ez volt az első alkalom, hogy a Manchester City BEK/BL-döntőben szerepelt. Ezt megelőzően egy európai döntőben szerepeltek, az 1970-es kupagyőztesek Európa-kupáját megnyerték. Ezzel ők lettek a kilencedik angol csapat, amely BEK/BL-döntőben részt vehetett. Ez volt Pep Guardiola harmadik Bajnokok Ligája-döntője edzőként, miután a 2009-es és a 2011-es döntőben sikerre vezette az FC Barcelonát.
A Chelsea már a harmadik alkalommal szerepelt BEK/BL-döntőben és az elsőn 2012 óta. Emellett az első klubcsapat lett, amelynek férfi és női csapata egy évben szerepelt a legrangosabb európai sorozat döntőjében.Thomas Tuchel lett az első edző, aki két egymást követő évben, két különböző csapattal jutott be a BEK/BL-döntőjébe (2020-ban a Paris Saint-Germain edzőjeként egyet már elveszített).
Ez volt a harmadik alkalom a sorozat történetében, hogy két angol csapat mérkőzik meg egymással a döntőben (2008-ban a Manchester United és a Chelsea, 2019-ben a Liverpool és a Tottenham Hotspur). Emellett zsinórban harmadik alkalommal fordult elő a sorozat döntőjében, hogy újoncot avatnak (2019-ben a Tottenham Hotspur, 2020-ban a Paris Saint-Germain vett részt első alkalommal a döntőben). 

## Csapatok
Megjegyzés: a torna elnevezése 1992-ig bajnokcsapatok Európa-kupája, 1993-tól UEFA-bajnokok ligája volt.
| Csapat          | Az ezt megelőző döntős szereplések évszámai (vastaggal a győztes évek) |
| --------------- | ---------------------------------------------------------------------- |
| Manchester City | Nem volt                                                               |
| Chelsea         | 2 (2008, 2012)                                                         |

## A mérkőzés
| 2021. május 29. 19:00 (20:00 WEST) |

| Manchester City | 0–1               | Chelsea     |
| --------------- | ----------------- | ----------- |
|                 | (0–1) Jegyzőkönyv | Havertz 42' |

| Estádio do Dragão, Porto Nézőszám: 14,110 Játékvezető: Antonio Mateu Lahoz (spanyol) |

| Manchester City | Chelsea |

| GK              | 31 | Ederson              |     |     |
| RB              | 2  | Kyle Walker          |     |     |
| CB              | 5  | John Stones          |     |     |
| CB              | 3  | Rúben Dias           |     |     |
| LB              | 11 | Olekszandr Zincsenko |     |     |
| CM              | 20 | Bernardo Silva       |     | 64' |
| CM              | 8  | İlkay Gündoğan       | 35' |     |
| CM              | 47 | Phil Foden           |     |     |
| AM              | 17 | Kevin De Bruyne (c)  |     | 60' |
| CF              | 26 | Rijad Mahrez         |     |     |
| CF              | 7  | Raheem Sterling      |     | 77' |
| Cserék:         |    |                      |     |     |
| GK              | 13 | Zack Steffen         |     |     |
| GK              | 33 | Scott Carson         |     |     |
| DF              | 6  | Nathan Aké           |     |     |
| DF              | 14 | Aymeric Laporte      |     |     |
| DF              | 22 | Benjamin Mendy       |     |     |
| DF              | 27 | João Cancelo         |     |     |
| DF              | 50 | Eric García          |     |     |
| MF              | 16 | Rodri                |     |     |
| MF              | 25 | Fernandinho          |     | 64' |
| FW              | 9  | Gabriel Jesus        | 88' | 60' |
| FW              | 10 | Sergio Agüero        |     | 77' |
| FW              | 21 | Ferrán Torres        |     |     |
| Menedzser:      |    |                      |     |     |
| Josep Guardiola |    |                      |     |     |

| GK            | 16 | Édouard Mendy         |     |     |
| CB            | 28 | César Azpilicueta (c) |     |     |
| CB            | 6  | Thiago Silva          |     | 39' |
| CB            | 2  | Antonio Rüdiger       | 57' |     |
| RWB           | 24 | Reece James           |     |     |
| LWB           | 21 | Ben Chilwell          |     |     |
| CM            | 5  | Jorginho              |     |     |
| CM            | 7  | N’Golo Kanté          |     |     |
| RW            | 29 | Kai Havertz           |     |     |
| LW            | 19 | Mason Mount           |     | 80' |
| CF            | 11 | Timo Werner           |     | 66' |
| Cserék:       |    |                       |     |     |
| GK            | 1  | Kepa Arrizabalaga     |     |     |
| GK            | 13 | Willy Caballero       |     |     |
| DF            | 3  | Marcos Alonso         |     |     |
| DF            | 4  | Andreas Christensen   |     | 39' |
| DF            | 15 | Kurt Zouma            |     |     |
| DF            | 33 | Emerson               |     |     |
| MF            | 10 | Christian Pulisic     |     | 66' |
| MF            | 17 | Mateo Kovačić         |     | 80' |
| MF            | 20 | Callum Hudson-Odoi    |     |     |
| MF            | 22 | Hakím Zíjes           |     |     |
| MF            | 23 | Billy Gilmour         |     |     |
| FW            | 18 | Olivier Giroud        |     |     |
| Menedzser:    |    |                       |     |     |
| Thomas Tuchel |    |                       |     |     |

| A mérkőzés legjobbja: N'Golo Kanté (Chelsea) Játékvezető-asszisztens: Pau Cebrián Devís Roberto Díaz Pérez del Palomar Negyedik játékvezető: Carlos del Cerro Grande Videóbíró: Alejandro Hernández Hernández Videóbíró asszisztense: Juan Martínez Munuera Íñigo Prieto López de Cerain Paweł Gil | Szabályok - 90 perc játékidő. - Döntetlen esetén 30 perc hosszabbítás, majd ha szükséges, büntetőpárbaj - Tizenkét nevezhető cserejátékos. - Maximum öt cserelehetőség, hosszabbítás esetén egy plusz cserelehetőség |